# Lagusia
Lagusia is een monotypisch geslacht van straalvinnige vissen uit de familie van de tijgerbaarzen (Terapontidae).

## Soort
- Lagusia micracanthus (Bleeker, 1860)